# Xã Park, Quận Pembina, Bắc Dakota
Xã Park (tiếng Anh: Park Township) là một xã thuộc quận Pembina, tiểu bang Bắc Dakota, Hoa Kỳ. Năm 2010, dân số của xã này là 61 người.